# Bahnstrecke Ronehamn–Hemse
| Streckennummer: | RHJ                         |                                          |                                          |
| Streckenlänge: | 10 km                       |                                          |                                          |
| Spurweite: | 891 mm (schwed. 3-Fuß-Spur) |                                          |                                          |
| Streckengeschwindigkeit: | 30 km/h                     |                                          |                                          |
| |                             |                                          |                                          |
| \| \| \| Bahnstrecke Lärbro–Burgsvik von Burgsvik \| \| \| \| 0,0 \| Hemse \| Hemse \| \| \| \| nach Lärbro \| \| \| \| 5,0 \| Antsarve \| Antsarve \| \| \| 8,0 \| Mattsarve \| Mattsarve \| \| \| 10,0 \| Ronehamn \| Ronehamn \| |                             |                                          |                                          |
| Strecke (außer Betrieb) |                             | Bahnstrecke Lärbro–Burgsvik von Burgsvik | Bahnstrecke Lärbro–Burgsvik von Burgsvik |
| Bahnhof (Strecke außer Betrieb) | 0,0                         | Hemse                                    | Hemse                                    |
| Abzweig geradeaus und nach links (Strecke außer Betrieb) |                             | nach Lärbro                              | nach Lärbro                              |
| Bahnhof (Strecke außer Betrieb) | 5,0                         | Antsarve                                 | Antsarve                                 |
| Bahnhof (Strecke außer Betrieb) | 8,0                         | Mattsarve                                | Mattsarve                                |
| Kopfbahnhof Streckenende (Strecke außer Betrieb) | 10,0                        | Ronehamn                                 | Ronehamn                                 |

Die Bahnstrecke Ronehamn–Hemse (RHJ) war eine schmalspurige Eisenbahnstrecke auf der schwedischen Insel Gotland. Sie hatte eine Spurweite von 891 Millimeter.

## Geschichte
Die Strecke Ronehamn–Hemse wurde von der Ronehamn–Hemse Järnvägsaktiebolag erbaut. Grund für den Bau war die Verbesserung der Transportmöglichkeiten von Zuckerrüben zur Zuckerfabrik in Roma. Die Bauarbeiten begannen im Jahre 1900 und wurden 1902 abgeschlossen. Inoffizielle Züge auf der Strecke verkehrten bereits zur Zuckerrübenkampagne 1901. Am 15. Februar 1903 erfolgte die offizielle Eröffnung der Strecke für den Güterverkehr. Der Personenverkehr wurde erst am 1. Mai 1904 mit einem gebrauchten Dampftriebwagen, der von der Vikbolandsbanan erworben wurde, aufgenommen. Zudem wurden Züge mit einer Dampflokomotive und einem Personenwagen gefahren.
Neben den Endstationen wurden Bahnhöfe in Antsarve und Mattsarve errichtet. Die Strecke wurde mit Schienen mit einer Meterlast von mit 15 Kilogramm pro Meter erbaut. Zu den zehn Kilometern Streckengleis wurden auch 1,3 Kilometer Nebengleise errichtet.
1917 enthielt der Fahrplan für die Strecke ein tägliches Personenzugpaar, das für die zehn Kilometer lange Strecke 30 Minuten brauchte.
Auf Grund der schlechten finanziellen Lage ersuchte im gleichen Jahr die Direktion den König, die Gleise abbauen und die vorhandenen Gerätschaften verkaufen zu dürfen. Am 3. Juni 1918 ging die Ronehamn–Hemse Järnvägsaktiebolag in die Insolvenz. Die offiziell nicht mehr betriebene Strecke wurde im Januar 1919 versteigert, dennoch fuhren bis zum Abriss der Gleise noch inoffizielle Züge. Starke Proteste aus der Bevölkerung richteten sich gegen den Abriss der Strecke im August 1920. Im September 1920 begann vor Gericht ein Prozess, um den Abbau zu verhindern. Allerdings wurde die gesamte Strecke während der Prozessdauer abgebaut.